# Flüchtlingslager Kara Tepe
Das Flüchtlingslager Kara Tepe (griechisch Καρά Τεπέ, türkisch für „schwarzer Hügel“) befindet sich 2,5 km nordöstlich von Mytilini auf der griechischen Insel Lesbos und besteht seit Mitte Oktober 2015. Aufgenommen werden besonders gefährdete und verletzbare Flüchtlinge, wie etwa alleinstehende Frauen, Familien sowie traumatisierte oder verletzte Menschen, die zuvor im Flüchtlingslager Moria waren. Nach dessen Brand im September 2020 diente es für einige Menschen als Ausweichlager.
Nach der Zerstörung des Flüchtlingslagers Moria wurde für die meisten der durch den Brand obdachlos gewordenen Flüchtlinge in der Nähe des bereits bestehenden Flüchtlingslagers Kara Tepe ein zweites provisorisches Zeltlager auf einem ehemaligen Schießplatz direkt an der Küste eröffnet (39° 8′ 7,3″ N, 26° 32′ 31,5″ O). Der Presse sowie Rechtsanwältinnen und Rechtsanwälten ist der Zugang zum Gelände untersagt. In dem provisorischen Zeltlager leben rund 7500 Menschen, darunter 2500 Kinder.
Mitte Oktober 2020 gab es nach Regenfällen Überflutungen in dem provisorischen Zeltlager, wodurch sich die humanitäre Situation verschlechterte. Im Dezember 2020 bestanden weiterhin große Gesundheitsprobleme und mangelhafter Schutz vor Kälte und Nässe. Der deutsche Bundesminister für Entwicklung Gerd Müller prangerte „entsetzliche Zustände“ an.
In dem provisorischen Zeltlager an der Küste lebten nach Informationen der Aktivistin Dorothea Blancke mit Stand Dezember 2020 8.200 Menschen. In der Regel teilten sich je zwei Familien (7–8 Personen) eines der 1.000 Sommerzelte. 1.200 unbegleitete Minderjährige seien in fünf Großzelten untergebracht, davon sind nur zwei mit Stockbetten ausgestattet, in den anderen liegen die Kinder auf dem Boden. Es gebe zu wenige Toiletten und nur provisorische Kübelduschen mit kaltem Wasser. Es mangele an passender Kleidung. Pro Tag werde nur eine kleine Mahlzeit ausgegeben; die sei kalt, weil die Caterer ohne Wärmeboxen liefern. 55 Tonnen Hilfsgüter und 181 Wohn- und Sanitärcontainer, die Österreichs Innenminister Karl Nehammer im Frühling bzw. Herbst 2020 nach Griechenland geschickt hat, seien bisher nicht im Lager angekommen, sondern lagerten am Athener Flughafen, weil der Weitertransport nicht beauftragt wurde und die Behörden eine EU-weite Ausschreibung hierfür fordern. Ab 31. Dezember 2020 sollten weitere 1.200 Menschen, die bisher noch in Containern im alten Flüchtlingslager Kara Tepe einquartiert waren, in das im September 2020 errichtete provisorische Zeltlager verlegt werden.
Am 23. Dezember 2020 wandte sich ein Großteil der Flüchtlinge in einem „Weihnachtsbrief“ an die europäische Öffentlichkeit. Darin übten sie harsche Kritik an der EU und an den verheerenden Zuständen im neuen Lager. Gefordert wurde weitere Hilfe und ein Mitbestimmungsrecht, so wie es in Moria galt. Das Schreiben wurde EU-Kommissionspräsidentin Ursula von der Leyen übergeben und bei der Hilfsorganisation medico international veröffentlicht.